# Против всех (сериал)
«Против всех» — российский комедийный телесериал производства онлайн-кинотеатра Start и телеканала «СТС».
Премьера телесериала состоялась 2 января 2023 года. Премьера второго сезона состоялась 16 октября 2023 года. Премьера третьего сезона состоялась 15 ноября 2024 года.

## Сюжет
Лето 2019 года. Захар Михайлович Занозин родился и вырос в собственном доме в деревне Занозино Смоленской области. Спустя много лет на месте деревни построили современный жилой квартал, но Захар и его семья отказываются продавать свой старый деревенский дом. Соседи устраивают его семье тяжёлую жизнь: все хотят от них избавиться, чтобы освободить место под парковку и детскую площадку. Главным противником Захара становится местный застройщик, готовый пустить в ход самые грязные приёмы. На этом фоне дети из враждующих семей влюбляются друг в друга.

## В ролях
| Актёр              | Роль |
| ------------------ | --- |
| Николай Добрынин   | Захар Михайлович Занозин, отец Виктора, Германа и Михаила, дед Богдана и Евы, вдовец, свёкор Василисы. Родился в 1935 году                                         |
| Сергей Лавыгин     | Виктор Захарович Занозин / Герман Захарович Занозин / с третьего сезона — Михаил Сергеевич Воронцов, братья-близнецы, сыновья Захара и Раисы. Родились в 1977 году |
| Александра Урсуляк | Василиса Сергеевна Занозина, жена Виктора, затем — Германа, мать Богдана и Евы, невестка Захара. Родилась в 1980 году                                              |
| Тимофей Елецкий    | Богдан Викторович Занозин, сын Василисы и Виктора, внук Захара. Родился в 2001 году                                                                                |
| Ева Смирнова       | Ева Викторовна Занозина, дочь Василисы и Виктора, внучка Захара. Родилась в 2008 году                                                                              |
| Надежда Маркина    | Раиса Степановна Занозина, жена Захара, мать Виктора, Германа и Михаила, бабушка Богдана и Евы, свекровь Василисы. Родилась в 1929 году, умерла в 2016 году        |
| Василина Юсковец   | Майя Робертовна Кинцлер, дочь Роберта и Барбары, бывшая девушка Богдана                                                                                            |
| Сергей Беляев      | Роберт Генрихович Кинцлер, застройщик, враг Захара, бывший муж Барбары                                                                                             |
| Владимир Стержаков | Николай Марьянович Муромов, генерал, отец Барбары, тесть Роберта, друг, а затем враг Захара (первый—второй сезоны)                                                 |
| Сергей Стёпин      | Федул Валерьянович, друг Захара |
| Александра Ребенок | Варвара Николаевна (Барбара) Кинцлер, мать Майи, дочь генерала, бывшая жена Роберта, бывшая невеста Виктора (со второго сезона)                                    |
| Милана Бру         | Хельга Шнайдер, подруга Богдана из Германии, была его девушкой (со второго сезона)                                                                                 |
| Никита Тарасов     | Василий «Переплут», новый сосед и враг Захара, проектировщик автодорог (с третьего сезона)                                                                         |

### Камео
- Дмитрий Борисов[2] — ведущий ток-шоу «Важное не важно» (22 серия)
- Виталия Корниенко — Вика, актриса, соперница Евы (третий сезон)
- Анна Уколова — актриса в рекламе (третий сезон)

## Эпизоды
| Сезон | Сезон | Серии | Период трансляции               |
| ----- | ----- | ----- | ------------------------------- |
|       | 1     | 13    | 2 января — 13 марта 2023        |
|       | 2     | 13    | 16 октября 2023 — 1 января 2024 |
|       | 3     | 20    | 15 ноября 2024 — 17 января 2025 |
|       | 4     | TBA   | 2025                            |

### 1 сезон
| № серии | Описание серии | Премьера        |
| ------- | --- | --------------- |
| 1-2     | Дед Захар всю жизнь прожил в деревне и дышал свежим воздухом. Но теперь пруд высушили, лес вырубили, а на его месте воздвигли жилой комплекс. Пенсионер — единственный, кто отказался продавать участок и перебираться в тесную квартиру. Дети, внуки — все как один хотят прикоснуться к благам цивилизации, с трудом ютясь под одной крышей. А неожиданное возвращение сына Захара из тюрьмы только усиливает это желание. Выдержит ли дом, переживший нападение немцев, натиск коррумпированного застройщика и возмущëнных жильцов многоэтажки? | 2 января 2023   |
| 3       | Витька в тюрьму, а его жену — брату? Кровная вражда, не лишëнная материальной выгоды, набирает обороты. Не время собачиться, враг у ворот! Дед Захар хватается за ружьë, а его сын — за шанс вернуть свою семью. У Занозина-младшего своё противостояние в школе, но нет ни то что оружия — даже одежды! | 2 января 2023   |
| 4       | Дед Захар в тюрьме, а единственный ноутбук — в ломбарде, и всё семейство должно покинуть территорию. Но Занозиным этого мало. Они затевают ремонт! Правда, не у себя. В школе у Богдана своя борьба с дочерью застройщика, потому что принципами она вся — в папу. Его сестрëнке тоже придëтся постараться, чтобы заболтать учительницу и не схлопотать двойку. | 9 января 2023   |
| 5       | Застройщик за порог, а служба опеки тут как тут! Забрать его любимых внуков! Не на того напали! Дед Захар вспоминает партизанское прошлое и оставляет весь ЖК без света. Жильцы в бешенстве. А Богдан остаëтся без главного противника — похоже, он зря думал о Майе плохо. | 16 января 2023  |
| 6       | От лучшего хирурга Смоленска — до курьера, из перспективного спортсмена — в уголовника, вместо деревни — жилищный комплекс. Жизнь Занозиных круто изменилась за последние годы. Но будущее и мирная сельская жизнь — не всё, что им пришлось потерять. | 23 января 2023  |
| 7       | И на том свете им не обрести покой! Захар держит оборону на кладбище, но бюрократия — страшный враг. Или всë-таки коррупция? Василиса пытается развестись, но развод — это больше в духе её ненаглядного Витька. Если он прежде не угодит в тюрьму. | 30 января 2023  |
| 8       | После драки кулаками не машут, но Герман попытается. Он не простил любимой измену. Занозин-младший вынужден скрывать от всех свои отношения, вернее, скрывают его. Как бы не так! 9 мая — повод для праздника и для печали. Хитрый застройщик снова на коне. Времена новые, а методы — прежние: дед Захар использует тайный вход со времëн войны. | 6 февраля 2023  |
| 9       | Дети не должны страдать! Дед Захар пускает ребят во двор, а Витëк пускается во все тяжкие в надежде подзаработать некриминальным способом. Ему нужно отбить Василису у конкурента. Впрочем, соперничество — дело семейное. А Занозин-младший тем временем рискует пойти по стопам отца. | 13 февраля 2023 |
| 10      | Партизанская война между застройщиком и Захаром набирает обороты. Эта история уже дурно пахнет. Майю и Богдана объединяет не только вражда семей, но и неожиданная новость. Спасая свои отношения, Витëк делает ставку на романтику, а его брат — на бутылку. Чья тактика окажется удачнее? | 20 февраля 2023 |
| 11      | У любви есть цена. В случае Захара — это здоровье, за которое так переживает его сын. Не пора ли жить ради живых? А в случае Витька цена вполне конкретная, ведь неожиданная соперница Василисы предлагает ей выгодную сделку. Занозин-младший и не подозревает, чем придëтся платить ему за возможность быть с Майей. | 27 февраля 2023 |
| 12      | Майя рискует остаться без отцовских денег из-за принципов. Слишком поздно она поняла, что заигралась. Да здравствует новый дом, где ей уже приготовили проверку! Занозины-младшие ещë могут избежать детского дома, а вот избежит ли застройщик суда? Надо хранить секреты в надëжном месте! | 6 марта 2023    |
| 13      | Тучи сгущаются над домом Занозиных, а сами они впервые ночуют не под одной крышей. Младшие — в детском доме, Занозин-старший — в психбольнице. Остальные рискуют вовсе оказаться на улице, если не придумают, как остановить застройщика. Неужели дед Захар готов сдаться? | 13 марта 2023   |

### 2 сезон
| № серии | Описание серии | Премьера        |
| ------- | --- | --------------- |
| 1 (14)  | Даже танк не помог деду Захару отстоять дом. Кажется, теперь семья разлучится навсегда. Младшие всë ещë в детдоме, Занозин-старший вспоминает партизанское прошлое и уходит в леса. А Герман и сам не знает, где он. Зато брат-близнец рад избавиться от конкурента. И только застройщик на коне: осталось убедить инвесторов вложиться в новый проект.                                                                         | 16 октября 2023 |
| 2 (15)  | После прямой линии с президентом застройщика арестовали, и на подмогу прямо из Мюнхена спешит мама Майи, генеральская дочка Барбара. Кажется, проблем в жизни Занозиных стало меньше, но они всегда знают, где найти новые. Ева как истинная селеба отказывается помогать по дому, а Василиса готова рискнуть семейным гнездом ради шанса на головокружительную карьеру. Похищенный Герман оказывается в ещë большей опасности. | 16 октября 2023 |
| 3 (16)  | Германа обвиняют в угоне машины. Кто в здравом уме поверит, что он сбежал от любовницы брата-близнеца? А криминальные таланты Витька были бы весьма кстати за решеткой. Занозины тем временем получают доступ к удобствам современной квартиры, но не принимать же подарки от Барбары. Как минимум в открытую… | 23 октября 2023 |
| 4 (17)  | Деда Захара увозит скорая, а Василиса решает прокатиться на социальном лифте. Поверив в смерть Занозина-старшего, Барбара предлагает заклятой подруге взаимовыгодную сделку. Главное, чтобы дед не ожил в неподходящий момент. Притворство у них в крови: Витëк примеряет на себя роль завотделением больницы, пока Герман осваивается на месте смотрящего в тюрьме.                                                            | 30 октября 2023 |
| 5 (18)  | Василиса ждëт ребенка, но надежды на потенциальных отцов никакой. Занозин-старший уверен, что ей повезло, ведь самому Захару когда-то грозила бездетность. По вине Витька соседи решают устроить мусорку прямо на участке Занозиных, но главной жертвой противостояния неожиданно становится Богдан. | 6 ноября 2023   |
| 6 (19)  | Богдан в руках у Барбары, а значит, придëтся играть по её правилам. Иначе Майя всë узнает об измене. Деду Захару, как главному противнику продажи дома, придëтся сделать выбор. Одному из близнецов скоро предстоит отстоять звание чемпиона по боксу в тюрьме, а другому — убедиться, что заработать и потерять деньги одинаково легко.                                                                                        | 13 ноября 2023  |
| 7 (20)  | Новость — бомба! На участке Занозиных найден неразорвавшийся снаряд. Витëк, как всегда, отличился. Теперь семье грозит эвакуация и скромная компенсация. Пора попрощаться с домом. Василиса становится звездой соцсетей, но слабо представляет, что на самом деле интересует аудиторию. | 20 ноября 2023  |
| 8 (21)  | Богдан продолжает держать рот на замке, боясь расстроить Майю, но во сне его ничто не сдерживает. Сохранит ли горе-любовник секрет о связи с Барбарой? Дед Захар решает провести учения для одного несознательного призывника, пока Герман сам проводит операцию — по своему спасению. | 27 ноября 2023  |
| 9 (22)  | Молчать больше нельзя! Занозиных приглашают на ток-шоу — рассказать о своей борьбе всей стране. Что это, шанс привлечь внимание к своей беде или опозориться в прямом эфире? И застройщик, и жильцы многоэтажки, и сами Занозины получат слово. Главное, не сказать лишнего. | 4 декабря 2023  |
| 10 (23) | Их ненавидел район, а теперь — вся страна! Но что толку: Занозины у разбитого корыта, точнее, у новенькой площадки. С возвращением Германа проблем меньше не становится, тем более что в его историю с похищением и тюрьмой никто не верит. А Богдан не теряет надежды помириться с Майей после саморазоблачения. | 11 декабря 2023 |
| 11 (24) | Охота на хищника требует сноровки и командной работы. А дед Захар, чуть не сгинувший в болоте по воле недоброжелателей, готов на самые неожиданные союзы. Как и Богдан, который выбирает между перспективной профессией и родным отцом. | 18 декабря 2023 |
| 12 (25) | Герман с Василисой готовятся к свадьбе, но галлюцинации деда Захара внесут коррективы в хлопоты. Наркоз не проходит бесследно, и всей семье придëтся подыгрывать. А Витëк думает лишь о собственной выгоде. Богдан получает шанс вернуть Майю, но для этого снова придëтся соврать. | 25 декабря 2023 |
| 13 (26) | Дело снова идëт к сносу. На этот раз остаться на улице рискуют жители всего ЖК. Но деда Захара это волновать не должно: ему предлагают роскошный дом в обмен на нужные показания. Бывший застройщик снова намерен заработать. Оставит ли он людей в беде? Герман тем временем мыслями уже давно не дома и даже не в России. Что скажет на это Василиса, которая ждëт ребенка?                                                   | 1 января 2024   |

### 3 сезон
| № серии | Описание серии | Премьера        |
| ------- | --- | --------------- |
| 1 (27)  | Михаил, третий сын Захара, который по роковому стечению обстоятельств в детстве попал в чужую семью, воссоединяется с кровной роднëй. Он знакомит Занозиных со своей благополучной столичной жизнью. Но достаточно ли квартиры и дачи для счастья? Далеко не все радуются появлению третьего близнеца. При этом выясняется, что у Витька есть причина ненавидеть Мишу. Богдан возвращается из Германии, и не один. Так у Майи появляется серьëзный повод для ревности.              | 15 ноября 2024  |
| 2 (28)  | Занозиным предстоит большое путешествие по столице. Красная площадь, Останкинская башня, ГУМ и парки — что же выбрать? Правда, у Евы свои планы, а Мише, несмотря на полученный накануне синяк, необходимо появиться на службе. Дед Захар настаивает, чтобы обретëнный сын провел этот день с семьëй. На помощь приходит Витëк, ему не впервой выдавать себя за родного брата. Но сумеет ли виртуозный лжец с уголовным прошлым убедительно сыграть сотрудника полиции?             | 15 ноября 2024  |
| 3 (29)  | Благодаря Мише большое семейство возвращается на родную землю. Занозины не успевают покопаться на грядках, когда за забором паркуется автодом незнакомца. Это не залëтный турист, а расчëтливый Переплут, настроенный крайне серьëзно. Он не тронется с места, пока дед Захар и его близкие не покинут участок — тогда автодорожное кольцо сомкнëтся. Марк неожиданно возвращается в жизнь Евы, но так ли чисты намерения маленького мажора?                                        | 18 ноября 2024  |
| 4 (30)  | Богдан любит Майю, но и присутствие Хельги его волнует. Парню как никогда необходима поддержка Витька. Сработает ли отеческая рекомендация? Деда Захара давно не навещает Рая, но он всë равно видит то, чего быть не может. Теперь Занозин-старший всерьëз беспокоится о своем психическом здоровье. Василиса теряет голову рядом с Михаилом. Жена Германа стремится избавиться от противоречивых чувств и обращается за помощью к потусторонним силам.                            | 22 ноября 2024  |
| 5 (31)  | Еву давно никто не видел. Девочка не выходит на связь. Переплут тоже исчезает, оставив тревожные подсказки. Василисе, Вите и Герману придëтся участвовать в пугающем квесте коварного интеллектуала, чтобы вернуть Еву. Барбара и Роберт с трудом уживаются под одной крышей: воздух искрит от их взаимной ненависти. В разгар очередного конфликта бывших супругов в особняк переезжает Богдан. Но найдëт ли он счастье рядом с требовательной Майей?                              | 25 ноября 2024  |
| 6 (32)  | Занозины — недостаточно благородная фамилия, Ева решает взять псевдоним. Родные не в восторге от этой идеи, но юный мажор Марк настаивает: актрису Вознесенскую неминуемо ждëт успех. Дед Захар проводит всë свободное время с Михаилом, заставляя Витю и Германа ревновать. Каждый день Занозин-старший обнаруживает новые идеальные черты у обретëнного сына, не замечая, как накаляется атмосфера в семье.                                                                       | 29 ноября 2024  |
| 7 (33)  | Дед Захар прекращает пить таблетки, чтобы пообщаться с покойной Раей. Ему необходимо узнать, зачем жена пыталась вмешаться в жизнь Миши и держала их встречу в тайне. Переплут замечает эмоциональную уязвимость главы семейства и собирается ею воспользоваться. Витëк везëт дочку на съëмочную площадку и случайно срывает дубль. Словесная перепалка с артистами оборачивается дракой, после которой отец Евы получает неожиданное предложение от режиссëра.                     | 2 декабря 2024  |
| 8 (34)  | Выходка брата стоит Мише звëздочки. Однако хакер-неудачник не испытывает чувства вины. После выговора деда Захара Витëк отправляется навестить сына. Домашний арест Барбары затянулся и это отражается на её непростом характере. Настроение циничной бизнес-леди меняется, когда незваный гость хитростью избавляет её от браслета. Мама юного мажора Марка решает познакомиться с потенциальной роднëй, и теперь Василисе предстоит доказать, что не в деньгах счастье.           | 6 декабря 2024  |
| 9 (35)  | Дед Захар навещает Раечку на кладбище и выясняет, что Переплут его уже похоронил. Однако Занозин-старший пока не догадывается: фиктивная могила и памятник лишь первый этап очерëдного изощрëнного плана врага. Майя знает об измене Богдана, но не хочет его отпускать. Найдет ли Барбара для дочери нужные слова? Присутствие Витька в особняке выводит Роберта из себя. Застройщик мстит бывшей жене самым неожиданным способом.                                                 | 9 декабря 2024  |
| 10 (36) | Михаил признаётся братьям в смертельной болезни, но просит оградить от этой новости отца. Герман забирает близнеца на обследование, чтобы подтвердить неутешительный диагноз. Витëк начинает догадываться, что возвращение Миши не зов крови, а холодный расчëт. Дед Захар собирается в больницу, чтобы навестить Федула. Теперь пенсионер не должен допустить, чтобы Занозин увидел в палате своего сына. Богдан и Хельга снова вместе, но готов ли парень к серьëзным отношениям? | 13 декабря 2024 |
| 11 (37) | Миша не выходит на связь, Захар всерьëз обеспокоен состоянием его здоровья. Переплут пользуется моментом и начинает очередную игру. Шансы коварного интеллектуала на успех повышаются после появления неожиданного союзника. Василиса пытается поближе познакомиться с новой подругой сына, но собеседницам никак не преодолеть языковой барьер. Богдан сильно обижен на Хельгу и не желает с ней разговаривать. Однако рядом с мамой ему придется выслушать девушку.               | 16 декабря 2024 |
| 12 (38) | Только во время визита к врачу Василиса понимает, что её ждëт после рождения третьего ребенка. Однако жена Германа не собирается еще три года оставаться домохозяйкой. У деда Захара болит душа за Михаила. Старший Занозин даже готов стать донором почки, хотя вся родня и сам смертельно больной сын категорически против. Переплут тут как тут, у стратега и манипулятора есть план, который позволит главе семейства сделать по-своему.                                        | 20 декабря 2024 |
| 13 (39) | Ещë одна беда на голову деда Захара: через кладбище, где покоится Раечка, пройдëт развязка автодороги. Реновацией руководит старинный враг семейства, Роберт, и Занозин-старший готов на всë, чтобы не допустить застройщика на погост. Василиса обеспокоена квартирным вопросом, а в новом ЖК с видом на озеро как раз распродажа. Нужной суммы нет, зато есть способ достать деньги. Правда, ради квадратных метров Герману придется рискнуть здоровьем.                          | 23 декабря 2024 |
| 14 (40) | Захар переходит к решительным действиям, и испуганный Роберт соглашается отозвать строительную технику с кладбища. Беда в том, что теперь развязка пройдет через соседнюю деревню, а её жители не горят желанием покидать дома, которые помнят ещë их дедов. Герман мучается от похмелья и чувства вины после вечеринки медсестëр. Василиса пытается понять, что происходит, но хирург её избегает. Однако рано или поздно супругам придëтся поговорить.                            | 27 декабря 2024 |
| 15 (41) | За работой и заботами о семье Василисе даже поесть некогда. Будущей матери как никогда нужен отдых, а значит, пора немного схитрить. Герман и Богдан не подходят на роль доноров, и Михаилу остаëтся лишь верить в чудо. А пока обретенный сын продолжает делать всë для комфортной жизни Захара. На этот раз Миша устанавливает в доме Занозиных кондиционер, и Переплут получает шанс осуществить план запредельной степени коварства.                                            | 30 декабря 2024 |
| 16 (42) | Время никого не щадит. Красный москвичонок Занозиных уже стар, но Захар не собирается с ним расставаться. Автомобилю Барбары всего пять лет, но хозяйка уже мечтает об обновке. Мама Майи не в силах объяснить свою любовь к внедорожникам, а Переплут не осознаёт причин собственной одержимости дорогами. Почему робкая дочка военного превратилась в жëсткую леди, а юный шахматист стал коварным интеллектуалом?                                                                | 3 января 2025   |
| 17 (43) | Миша уезжает в Москву, и деду Захару приходится удерживать оборону и дома, и на кладбище. Старшему Занозину требуется помощник, ведь Переплут только и ждëт удобного момента, чтобы совершить очередную пакость. И даже в годовщину свадьбы Захара и Раечки коварный интеллектуал не собирается брать выходной. Майя не понимает, как вернуть Богдана. Барбара даëт дочке совет, как привлечь внимание парня и при этом не выглядеть глупо.                                         | 6 января 2025   |
| 18 (44) | Михаилу неожиданно становится хуже. Пока больного везут в реанимацию, Захар требует, чтобы Герман скорее связался с донором почки. Хирург вынужден признать, что этого человека просто не существует. Отец ищет другой способ спасения Миши и встаëт перед сложным моральным выбором. Окружная трасса введена в эксплуатацию, теперь к дому Занозиных не подойти. Витьку приходится обратиться за помощью, чтобы уберечь родных от смертельной опасности.                           | 10 января 2025  |
| 19 (45) | Витьку прежде никогда не снилась мама, но накануне свадьбы его посещает призрак Раечки. Жених выполняет просьбу матери и навещает брата в больнице. Случайно подслушанный разговор Миши с сестрой заставляет Витька изменить отношение к близнецу. Хельгу везут под конвоем, и неожиданно девушке выпадает шанс улизнуть. Последствия происшествия, невольной участницей которого становится гражданка Германии, скажутся на всëм семействе Занозиных.                              | 13 января 2025  |
| 20 (46) | Вещи Занозиных собраны, деду Захару остаëтся только проститься со старым новым домом и ещë раз поговорить с Раечкой. Неужели Переплут уже скоро отпразднует победу? Миша и Витëк готовятся к трансплантации, которая рискует сорваться, потому что их брат-хирург пьян. Из-за тяжëлого состояния пациента операцию не отложить даже на день. А значит, Германа необходимо побыстрее привести в чувство.                                                                             | 17 января 2025  |

## Рецензии
- Максим Ершов. Рецензия на сериал «Против всех» — социальную комедию о противостоянии упёртой семьи и наглого застройщика// Фильм.ру, 15 апреля 2023